# Helmsdale Bridge
Die Helmsdale Bridge, auch Old Bridge, ist eine Straßenbrücke in der schottischen Ortschaft Helmsdale in der Council Area Highland. 1971 wurde die Brücke in die schottischen Denkmallisten in der höchsten Denkmalkategorie A aufgenommen. Eine zusätzliche Einstufung als Scheduled Monument wurde 1998 aufgehoben.

## Geschichte
Die Helmsdale Bridge entstand im Zuge des Programms zur infrastrukturellen Erschließung der Highlands. Als leitender Ingenieur zeichnet Thomas Telford für die Planung der Helmsdale Bridge verantwortlich. Ihr Bau wurde zwischen 1809 und 1811 durch George Burn ausgeführt, wobei Kosten in Höhe von 2176 £ entstanden. Über die Helmsdale Bridge verlief einst die A9 auf ihrem nördlichen Abschnitt durch Sutherland und Caithness. Heute quert die Straße den Helmsdale auf einer 1972 errichteten Brücke rund 250 Meter flussabwärts. Beide Brücken werden auch als Old Bridge und New Bridge bezeichnet.

## Beschreibung
Die Helmsdale Bridge führt am Südwestrand von Helmsdale nahe dem Bahnhof Helmsdale über den gleichnamigen Fluss. Vor ihrer Südwestseite stehen das 1824 errichtete Helmsdale Ice House und ein Kriegsdenkmal aus den frühen 1920er Jahren. In Helmsdale entstand gegenüber der Brücke nach ihrer Fertigstellung das Helmsdale Bridge Hotel.
Der Mauerwerksviadukt überspannt den Helmsdale mit zwei ausgemauerten Segmentbögen mit Spannen von jeweils 21,3 Metern und lichten Höhen von 7,6 Metern. Sein Mauerwerk besteht aus behauenem Bruchstein. Der Mittelpfeiler ist mit spitzen Eisbrechern ausgeführt, die semihexagonal bis zu den begrenzenden Brüstungen geführt sind. Unterhalb der Brüstungen ziert ein Band das Mauerwerk horizontal. Die gusseisernen Laternen und Geländer entlang der gedeckten Brüstungen wurden später ergänzt. An der Südwestseite knickt die Straße jenseits der Brücke scharf nach Nordwesten ab.